# Baskil (jeździectwo)

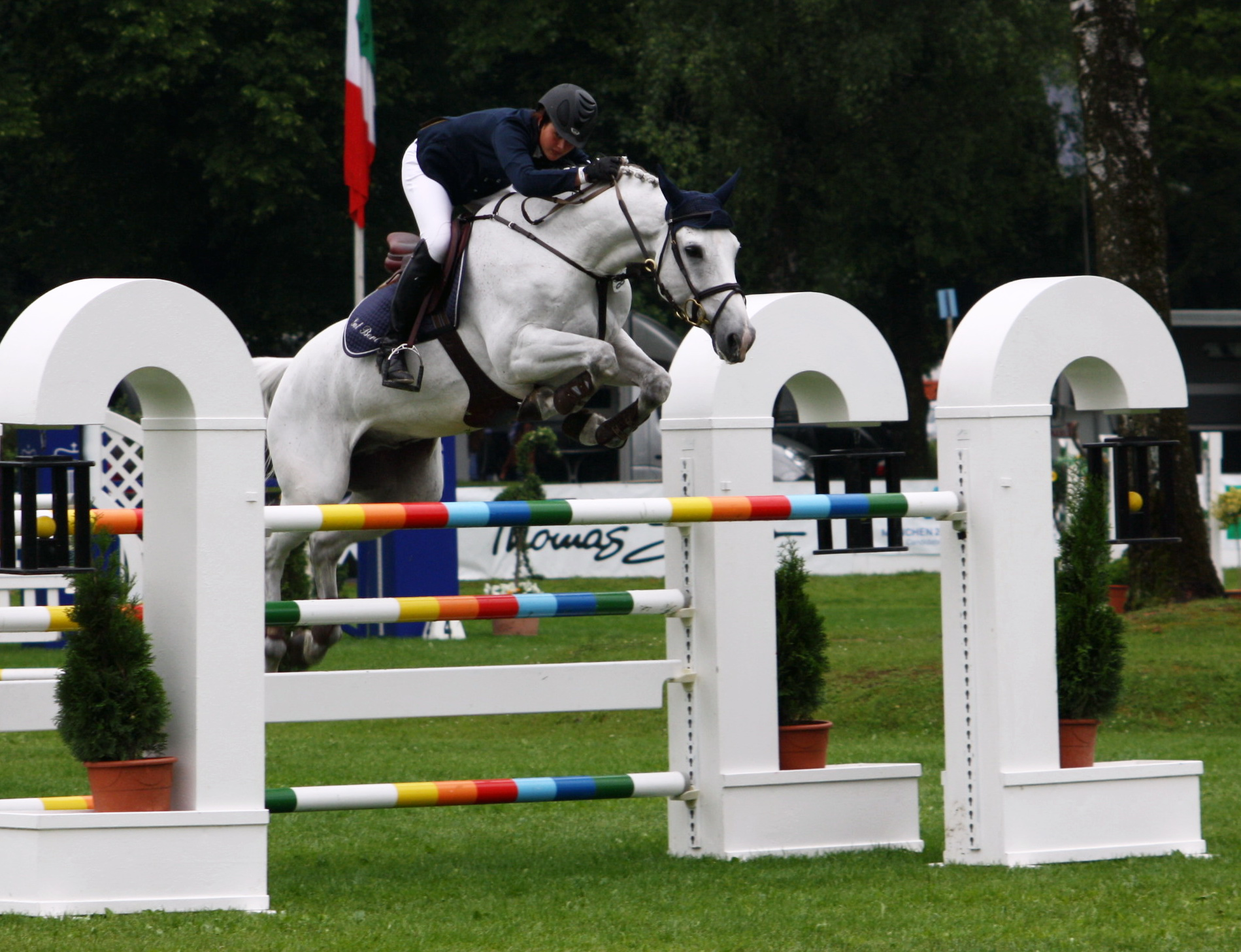
Koń baskilujący w skoku

Baskil (rzadziej baskila) – pozycja, jaką przybiera dobrze ujeżdżony koń o prawidłowej dynamice ruchu w czasie skoku nad przeszkodą. Prawidłowy baskil charakteryzuje się zaokrąglonym w łuk grzbietem oraz obniżoną szyją konia.